# モスクワ芸術座版『ハムレット』

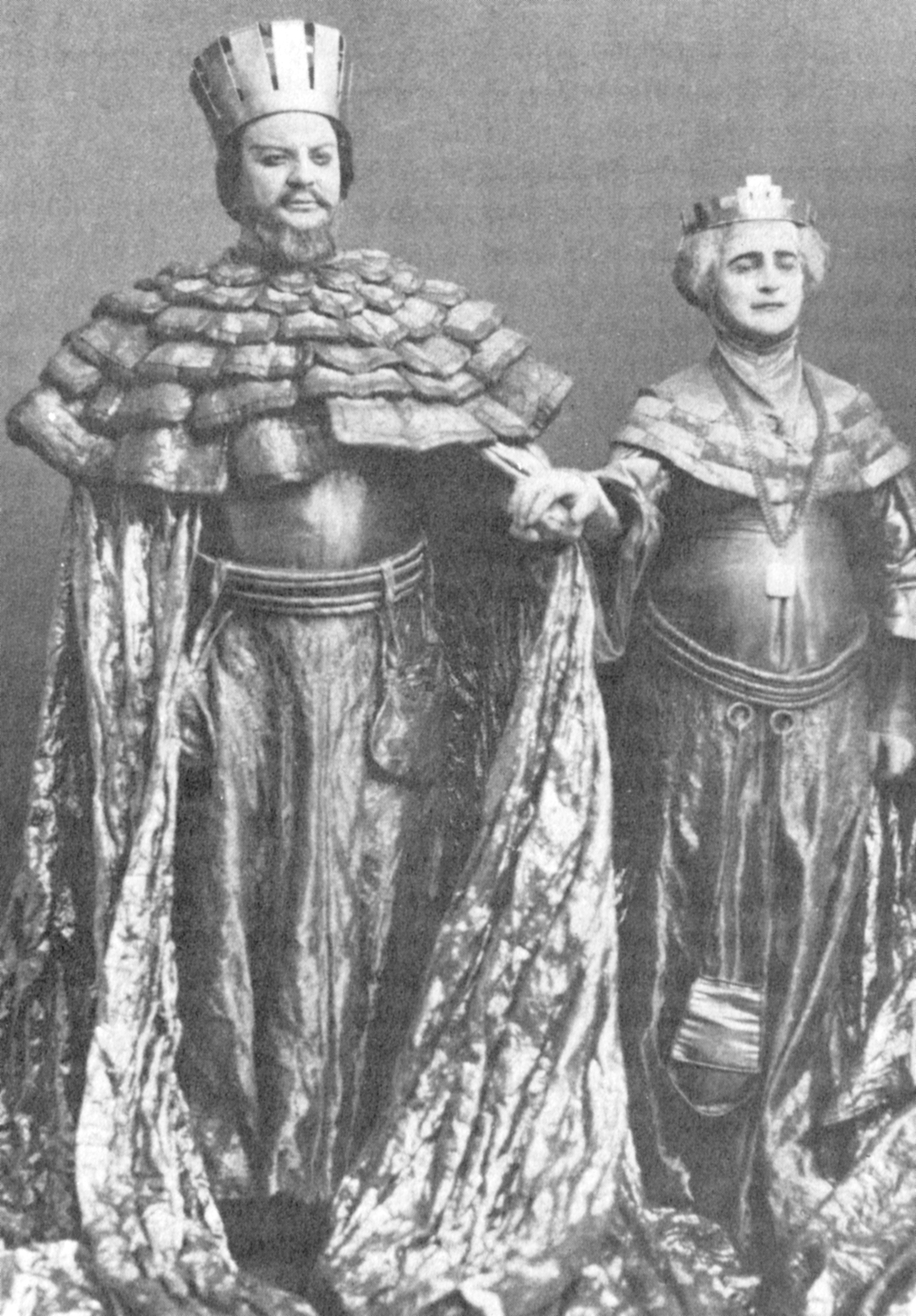
クローディアス役を演じるニコライ・マッサリティノフとガートルードを演じるオリガ・クニッペル。

モスクワ芸術座が1911年から1912年にかけて上演した『ハムレット』のプロダクションでは、20世紀において最も影響力を有することとなった2人の演劇人、コンスタンチン・スタニスラフスキーとエドワード・ゴードン・クレイグが協働しており、『ハムレット』の上演史においても、20世紀演劇一般においてもとくに重要な上演であると言える。
クレイグとスタニスラフスキーのなれそめは1908年にさかのぼる。エクセントリックなアメリカ合衆国の舞踊家イサドラ・ダンカンはクレイグとの間に娘がおり、この2人を互いに紹介した。イングランドの演劇人だったクレイグは象徴主義的で簡素なデザインに関心を抱いており、そうしたデザインをヘンリク・イプセンの『ヘルゲランの勇士たち』のような芝居に持ち込んでいた。他方ではコンスタンティン・スタニスラフスキーがリアリズム、複雑な心の内面、心理学の勃興に拠った舞台世界を作りあげていた。ジャン・ベネデッティが述べているように、「スタニスラフスキーはこのプロダクションにより、自分が最近発展させた内面的根拠にもとづくリアルな演技を作るための「スタニスラフスキー・システム」が古典劇の形式的要請にもかなうものであることを示したかった」。2人が会った後、スタニスラフスキーはモスクワ芸術座1910年のシーズンにおける『ハムレット』上演の支援のため、クレイグを招待することに決めた。スタニスラフスキーが重症の腸チフスにかかってしまったため、最初はこの試みがすすまなかった。このためスタニスラフスキーは仕事を休まざるを得ず、開幕が遅れた。結局、『ハムレット』は1912年1月5日（ロシア暦で1911年12月23日）に開幕した。スタニスラフスキーとクレイグがこのプロジェクトに取り組んだ時、2人の影響力はピークに達していたが、それでもなお舞台に活気をもたらすため伝統にとらわれない新しいやりかたを模索していた。時としてこのためにキャストやスタッフ全員の間で争いが生じたが、結局は20世紀を通して最も独創的で意見が分かれるが衝撃的な上演のひとつと見なされるプロダクションが生まれた。ロシアの刊行物は劇評で敵意をあらわにしたものの、この上演は世界中から熱狂的で前例のない注目を浴びた。イギリスの『タイムズ』やフランスの刊行物は大成功だと称賛した。このプロダクションにより、モスクワ芸術座は「西欧の文化地図」に載ることになり、それ以降の演劇上演スタイルの歴史に影響を与え、20世紀におけるウィリアム・シェイクスピアの戯曲上演に革命を起こした根本的な出来事であると見なされるようになった。この上演は「現代舞台芸術史において最も有名で最も情熱的に議論されたプロダクションのひとつ」「＜20世紀的シェイクスピア＞のプロトタイプ」などと称されている。

## 経緯
クレイグの作品に対してイサドラ・ダンカンが熱狂を示していたため、これに応じてスタニスラフスキーはモスクワ芸術座の委員会にクレイグをモスクワに招聘するよう働きかけた。金銭的に困窮していたクレイグはすぐにこの申し出を引き受け、1908年10月に到着した。委員会は1909年1月に、1910年のシーズンにプロダクションを舞台にかけると決定し、このプロジェクトに関する作業がすぐ始まった。
リハーサルは1909年3月に始まった。4月にクレイグはロシアに戻り、劇団がツアーをしていたサンクトペテルブルクでスタニスラフスキーに会った。一緒に戯曲を場面ごと、行ことに分析し、詳細な上演プランを作ったが、そこには音響、照明、ブロッキングの概要も含まれていた。どちらも双方の言葉がわからなかったため、英語とドイツ語をちゃんぽんにして議論を行った。これはクレイグがリハーサルでほとんど役者たちを一緒に過ごさなかったということの原因のひとつだが、このせいでクレイグはひどく一緒に仕事をしづらい人物だとキャストが言うようになってしまった。クレイグはセットの縮尺レプリカを作るのにもっと時間を使っており、ブロッキングを考えるのに役者の木版画を使っていた。クレイグはオフィーリアを演じたアリサ・コーネンに対してもひどく注文が多く、自分の演出について「どんな女優でもできない」と言っていた。これはクレイグの、役者は「超操り人形」であってほしいという願いに非常に関係がある。すなわち、役者を演出家が完全かつ総合的にコントロールするということである。5月にモスクワに移動し、6月の初めにスタニスラフスキーがパリに向かうまで一緒に作業をした。 
1910年2月にクレイグはモスクワに戻ってきた。この間にスタニスラフスキーはイワン・ツルゲーネフの『村のひと月』の重要な上演を発展させており、この成功により、役者の演技に対する新しいスタニスラフスキー・システム的なアプローチの価値が示された。スタニスラフスキーはシェイクスピア悲劇という試練により、このシステムの長所を試したいと切望していた。4月まで2人は一緒に劇団でリハーサルをするつもりで、その後はスタニスラフスキーがひとりで夏までリハーサルをすることになっていた。8月にクレイグがもう一度戻ってきて、上演は1910年11月にオープニングを迎える予定だった。4月にスタニスラフスキーは巡業に出かけたため、クレイグが舞台セットに用いるつもりだったスクリーンの準備などのモスクワでの技術関連の仕事は役者で演出家だったコンスタンチン・アレクサンドロヴィチ・マルドジャーノフが担当した。 
しかしながら、スタニスラフスキーは8月に腸チフスと診断され、プロダクションは次のシーズンまで延期された。スタニスラフスキーは1911年4月までリハーサルに戻れなかった。 芝居はとうとう1912年1月1日（ロシア暦で1911年12月23日）に開幕した。 

## 配役

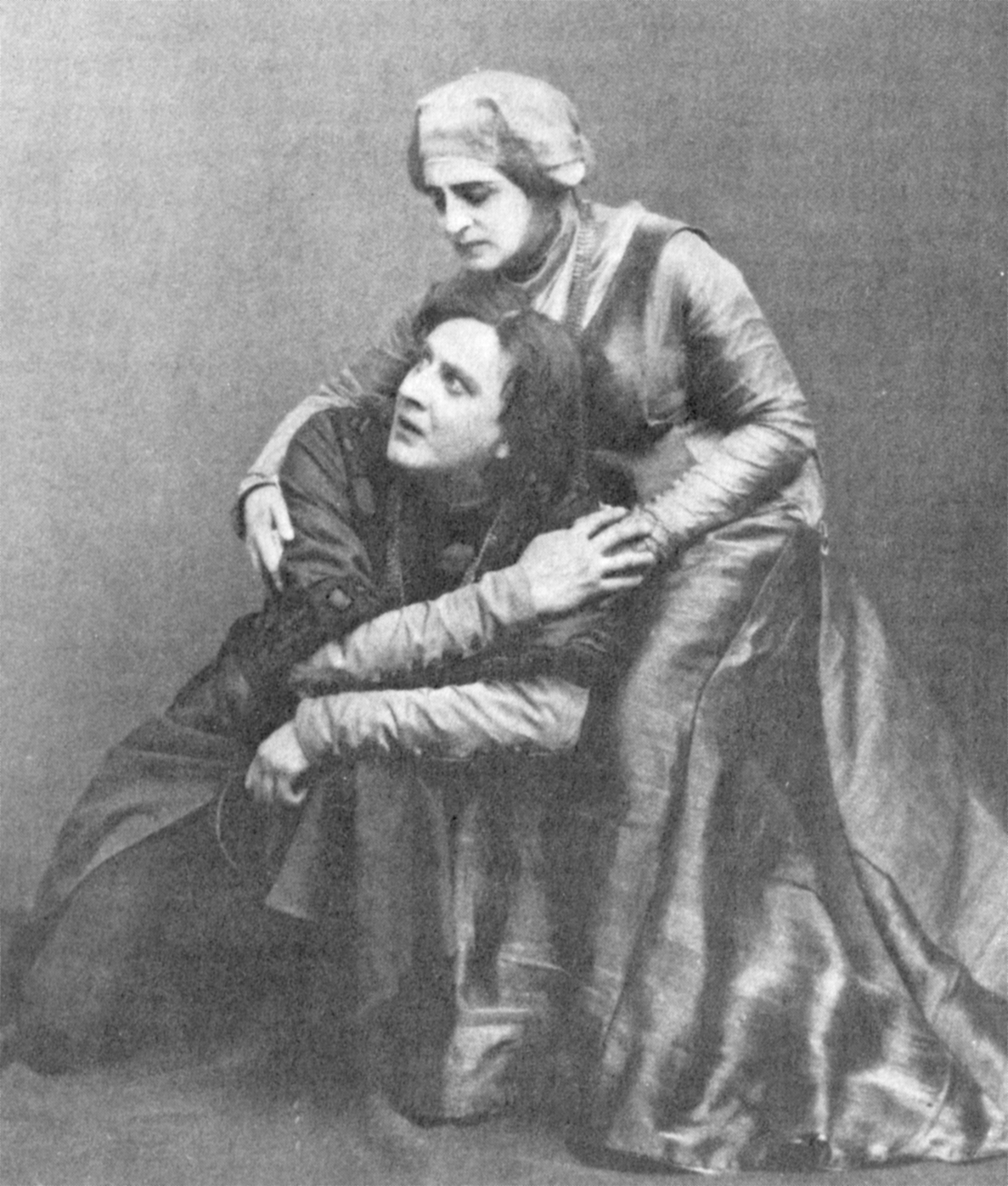
ワシリー・カチャロフ演じるハムレットとオリガ・クニッペル演じるガートルード、第3幕第4場。

オープニングの夜のキャストは以下のとおりだった。
- ハムレット  - ワシリー・カチャロフ
- クローディアス - ニコライ・マッサリティノフ
- ガートルード - オリガ・クニッペル
- オフィーリア - オリガ・グソフスカヤ
- レアティーズ - ルイシャルト・ボレスワフスキ
- ポローニアス - ワシリー・ルシュスキ
- ホレイシオ - コンスタンティン・ホフロフ
- ローゼンクランツ - セルゲイ・ヴォロノフ
- ギルデンスターン - ボリス・スシュケヴィチ
- オズリック - V・テツァフロフスキ
- ハムレットの父の亡霊 - ニコライ・ズナメンスキ
- フォーティンブラス - イワン・ベルセネフ
- 劇中劇の王  - アレクサンデル・ヴィシュネフスキ
- 劇中劇の王妃 - P・ジャリコフ
- 役者3/ルシエーナス - ボリス・アフォニン
- 役者4/口上役 - A・ボンデュレフ
- バーナードー - ボリス・アフォニン
- 墓掘り1 - ウラディーミル・グリブニン
- 墓掘り2 - ポリカルプ・パブロフ
- 聖職者 - I・ラザレフ
- マーセラス - ピョートル・バクシーエフ
- ヴォルティマンド - A・バロフ
- コーネリアス - ボルティン

## 上演のコンセプト

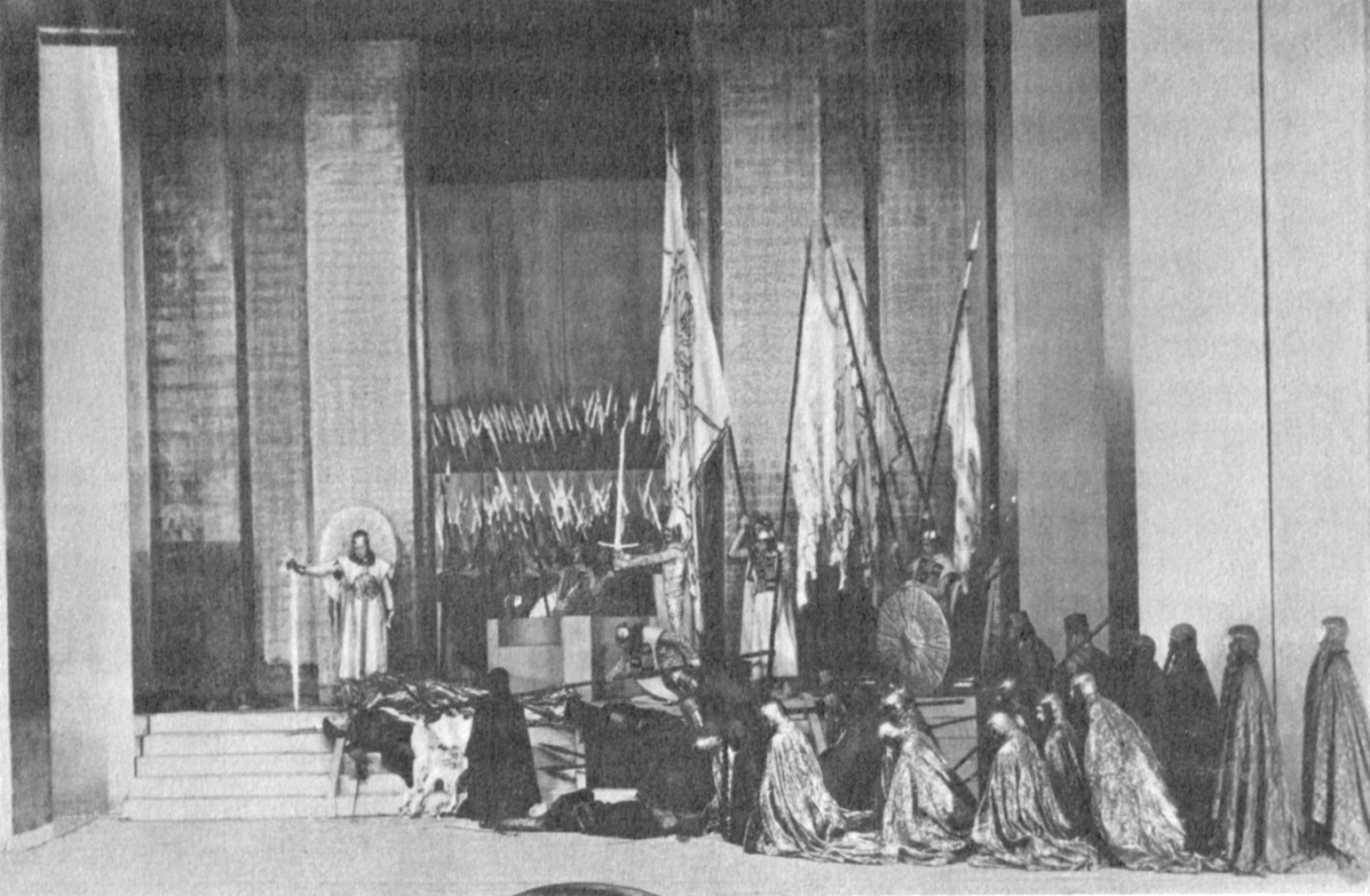
クレイグが最後の場面のために考えたモデル

1908年4月にクレイグを招待した際、スタニスラフスキーはクレイグが先進的な舞台芸術家と働きたいと熱望していることに非常に心を打たれていた。しかしながらスタニスラフスキーはクレイグと自分の間には将来のヴィジョンに関してどれほど大きな違いがあるかということには気付いていなかった。フセヴォロド・メイエルホリドとの実験やスタジオでの試みが失敗した後、スタニスラフスキーは役者の重要性を強調するようになっていた。スタニスラフスキーは「セットも演出家もデザイナーも芝居を伝えることはできない…芝居は役者の手に握られている」と信じていた。この原則ゆえにスタニスラフスキーは役者のアプローチを大きく再考することとなった。クレイグの存在に気付くまでに、スタニスラフスキーはのちに「スタニスラフスキー・システム」の支柱となるものを発展させはじめていた。スタニスラフスキーは良い演技というのは外に見えるものではなく内的動機からくるものだと確信していた。スタニスラフスキーの考えはほぼ役者の役柄を中心としていた一方、クレイグの新しい演劇に関するヴィジョンは役者の意義を切り詰め、そこから演出家のヴィジョンが生まれる道具として扱うものであった。クレイグの考えでは、「役者はもはや自らではなく他の何かを表現する。もはや真似をしてはならず、示さねばならないのだ」。クレイグの意見によると、よい舞台ではある1人の人間の管理下で全ての要素が統一される必要があった。シェイクスピア劇を舞台で上演するためというよりは詩と考える象徴主義運動の傾向にあわせて、クレイグは影響力のあるマニフェストとなった『劇場の芸術について』(The Art of the Theatre、1905)で「舞台で表現されるものとしての性質を持っていない」と論じていた。スタニスラフスキーは1908年の夏に上演を予定していた作品『青い鳥』について議論するため劇作家のモーリス・メーテルリンクのもとを訪れたことがあったが、メーテルリンクはこの15年ほど前に『ハムレット』や『リア王』、『マクベス』、『オセロー』、『アントニーとクレオパトラ』 など演劇史における偉大な戯曲の多くは「上演できない」と述べていた。1908年にクレイグは『ハムレット』を適切に上演することは「不可能」だと主張した。モスクワ芸術座に『ハムレット』をすすめた時、クレイグは「シェイクスピア劇は本来、舞台芸術に属するものではないという自らの説を検証する」つもりだった。 
クレイグはこの上演を、あらゆる側面が主人公に従属する象徴主義的な一人芝居のようなものとして構想していた。戯曲はハムレットの目を通して見える夢のようなビヴィジョンとして提示される。この解釈を支えるため、クレイグは狂気、殺人、死などを象徴するアーキタイプ的な登場人物を付け加え、あらゆる場面でハムレットが舞台上にいてみずから参加しないことについても見守っているというようにしたかった。スタニスラフスキーはクレイグの考えを退けた。スタニスラフスキーは、役者がスタニスラフスキー・システムから決して遠ざからないようにしつつ、戯曲のテクストじたいに剥き出しの明白な感情をまとわせることを望んでいた。それに対してクレイグは役者たちが登場人物の感情をあらわにさせないよう求めた。クレイグが生命力のない芝居を作りたかったということではなく、反対にクレイグはテクストが人物の動機や感情を明確に述べていると信じていた。クレイグは簡素さを実現しようと努力していたが、これは小山内薫がのちにEducational Theatre Journalで「内容ではなく、表現の簡素さ」と読んだようなものであった。スタニスラフスキーがアクションをたくさん起こすよう求めたところで、クレイグは詩に場面を引っ張らせるため、動きを極力減らすことを望んだ。 

しかしながら、このようにクレイグの象徴主義的な美学とスタニスラフスキーの心理的リアリズムの間には明らかに差があったにもかかわらず、2人は芸術的な考えを共有しているところもあった。スタニスラフスキー・システムは象徴主義演劇の実験から発展したものであり、それによりスタニスラフスキーのアプローチは自然主義的な外面から登場人物の「魂」の内的世界へ強調の軸を移すこととなった。2人とも、自作においてすべての演劇的要素の統一が実現されることの重要性を強調していた。1909年2月、スタニスラフスキーは上演したばかりのニコライ・ゴーゴリの『検察官』についてリュボフ・ギュルヴィッチに書き送った手紙で、「リアリズムへの回帰」を認めているが、このせいで協働が妨げられることはないと信じているとも述べている。 
もちろん、我々はリアリズムに回帰しましたが、もっと深く、洗練されていて心理的なリアリズムです。もう少しこれを強めたいものです。そうすればもう一度我々の探求を続けられるでしょう。このためにゴードン・クレイグを招いたんです。新しい方法を模索して彷徨った後、さらなる強靱さのためリアリズムに戻るのです。たとえば印象主義のような舞台におけるあらゆる抽象作用は、もっと洗練された深いリアリズムにより実現できるということに疑いを持ってはおりません。他のやり方はみなまやかしで、枯れたものです。
とは言うものの、このシェイクスピア劇の主役に関するクレイグとスタニスラフスキーの解釈は非常に異なっていた。スタニスラフスキーはハムレットについて、行動的でエネルギッシュで改革を推進するような性格の人物を思い描いていたが、クレイグはまわりにあるすべてのものに具象化された質料の原理との双方に破壊をもたらす葛藤にとらえられた精神的原理の象徴ととらえていた。クレイグはハムレットの悲劇を行動するというよりは語るものとして感じ取っていた。

## ヴィジュアルデザイン

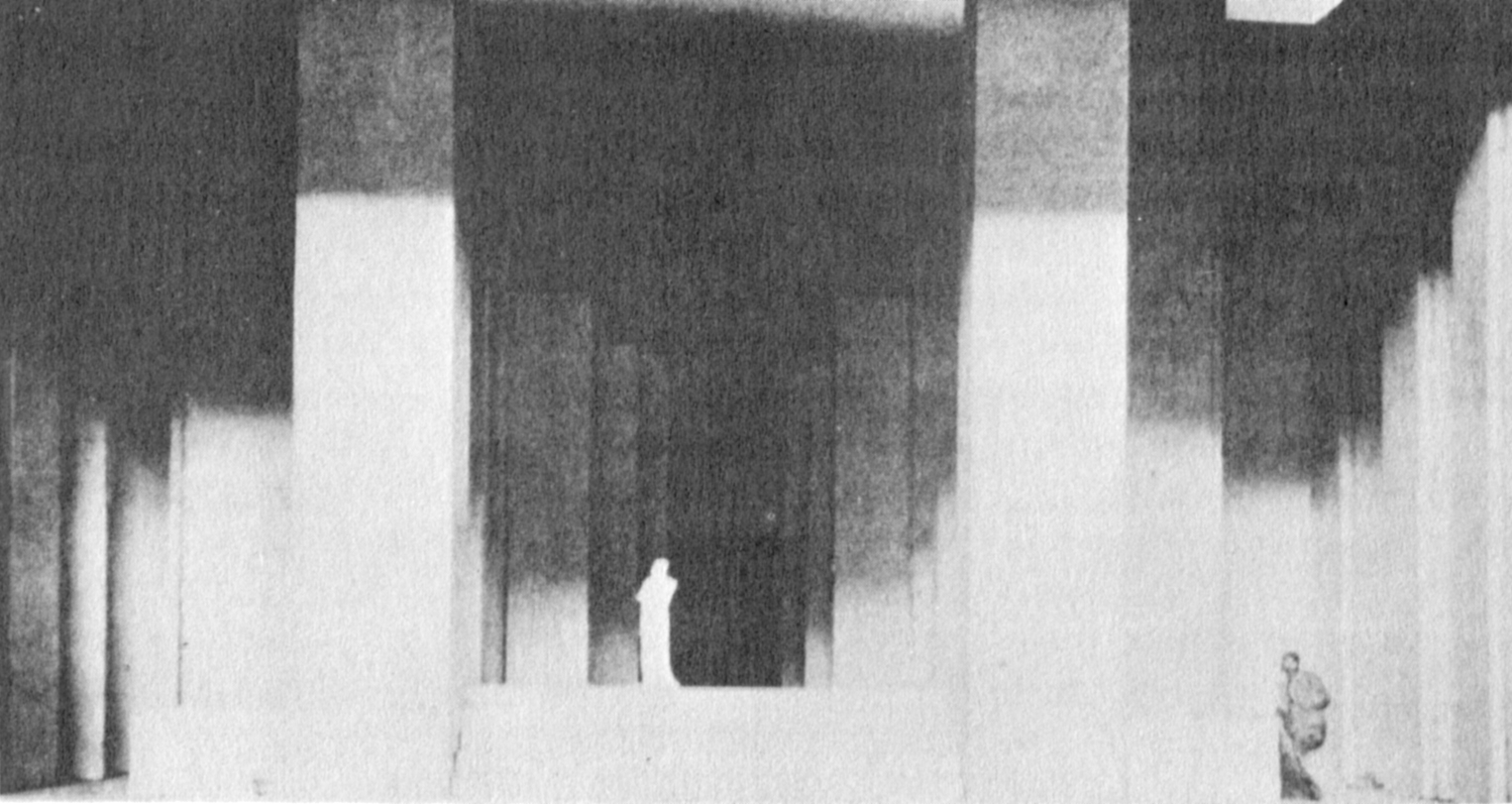
プロダクションの最後の場面の写真。中央のスクリーンが取られ、向こうにフォーティンブラスの軍が見える。

この上演における最も有名なものはクレイグが使った一種類だけの簡素なセットで、大きく抽象的なスクリーンにより、場面ごとに演技ができるエリアの大きさや形が変わるようになっていた。これらのスクリーンは実用的でなく、最初の上演で落ちてしまったという劇場の伝説が残っている。この伝説はスタニスラフスキーの『芸術におけるわが生涯』(1924)にある一節までもとをたどることができる。クレイグは、スタニスラフスキーはこの話を削除すべきだと主張し、スタニスラフスキーは事故が起きたのはリハーサル中だけだったと認めた。スタニスラフスキーは結局、この事故は裏方のせいでクレイグによるスクリーンのデザインのせいではないとクレイグに誓った。スクリーンはクレイグのデザインが指定したより3メートルほど高いところに立てられており、事故はこのことも原因だったかもしれない。クレイグは特別な衣装を着て舞台に目に見える形で現れる裏方がスクリーンを動かすことを想定していたが、スタニスラフスキーはこのアイディアを却下した。このため場面の間に幕を降ろすのが必要になって遅れが生じ、クレイグのコンセプトにあった流動性と運動の感覚が妨げられた。それぞれの場面でスクリーンは違う配置になり、ハムレットの精神状態を空間的に表現したり、視覚的要素がそのままにとどまるか変わるかで一連の場面のドラマトゥルギー上の進行の基盤として機能した。衣装デザインについても2人の芸術家の間では意見の相違があった。たとえば、黙劇を含む場面ではクレイグは役者を演じる俳優たちに大きすぎるサイズのマスクをかぶせようとしたが、スタニスラフスキーはリアリズム的な演技のスタイルに響かないということでこのアイディアをバカにしていた。結局、役者たちは大げさなひげとカツラを含む化粧をするということで妥協が成立した。

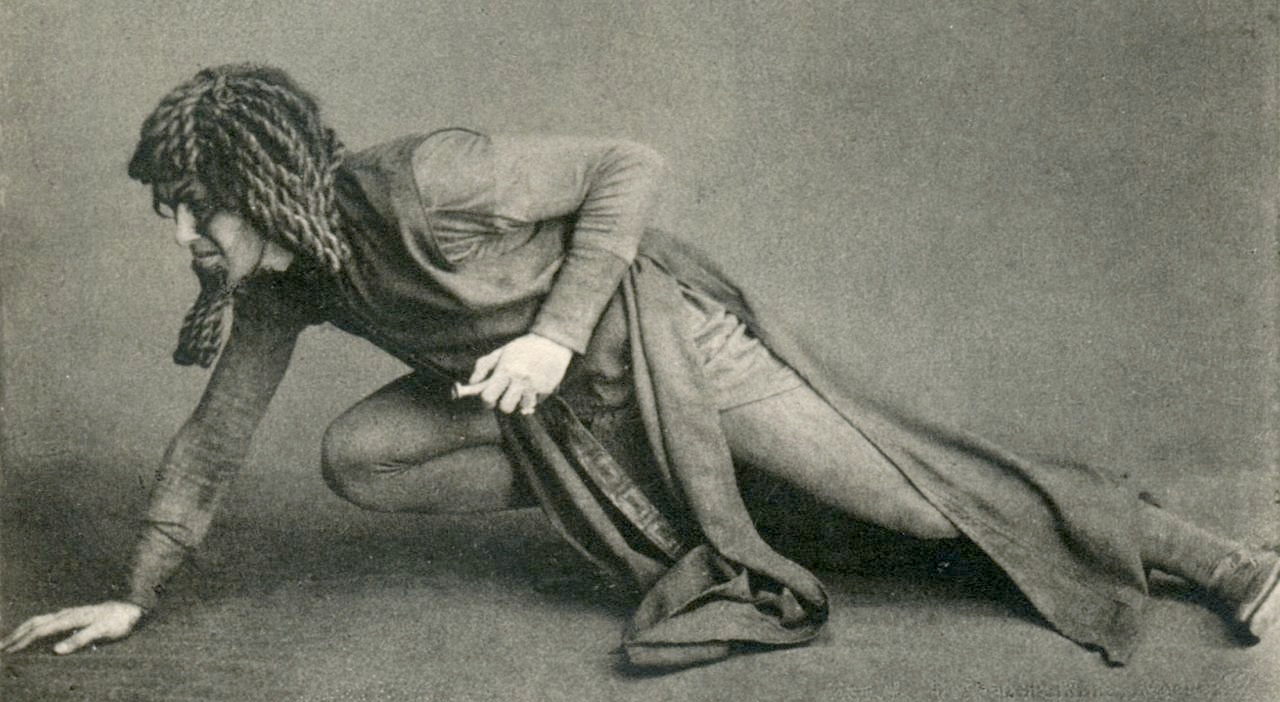
劇中劇の黙劇でルシエーナスを演じるアフォニン。クレイグはもともと役者を演じるパフォーマーに大きなマスクをかぶらせたかったが、スタニスラフスキーが作り込んだ様式的なカツラとヒゲに変更させた

クレイグの一人芝居的な解釈の核心は第一幕第二場の最初に宮廷が登場する場面の演出にある。舞台は照明を用いてはっきりと2つのエリアに分けられた。背景は明るく照らされている一方、前景は暗く陰になっている。スクリーンは後ろの壁に沿って並べてあり、拡散する黄色い照明でまんべんなく覆われている。高い玉座にクローディアスとガートルードが座り、そこに45度の角度に傾いた明るい金色の光があたり、封建制のヒエラルキーを示すピラミッドとなっている。ピラミッドのせいでひとつの統一された黄金の塊が見えるような錯覚を起こすが、ここから宮廷人たちの頭がまるで物体の裂け目から突き出ているかのような様子で飛び出て見える。前景は暗い陰になっており、ハムレットが夢を見ているかのようにかがんで横たわっている。ハムレットと宮廷の間にはゴーズがかかっており、この2つの場所の隔絶をさらに強調している。クローディアスの退場の台詞の際にはゴーズが緩められるまで人々はその場に居続け、その結果宮廷すべてが観客の目の前でとけていって、今や他に向いてしまったハムレットの思考の投影だったかのように見える。この場面、とくにゴーズを使った効果は観客からスタンディングオベーションを受けたが、これはモスクワ芸術座では今までなかったことであった。

## 評価
ロシアの報道では高い評価を受けたが、批判はほとんど全てクレイグに向かっていた。ある批評家はパフォーマンスが「クレイグのスクリーンで窒息させられている」と評した。全般的にロシアの批評家の評価は、クレイグのモダンなコンセプトのせいで芝居じたいから注意が逸れてしまうというものであった。しかしながら、ニコライ・エフロスは、プロダクションには欠点もあるものの、この舞台は実現しようと志したことと、注ぎ込んだ大変な努力の量で評価されねばならないと主張した。イングランドの報道はもっと好意的で、実際はプロダクションが大失敗したにもかかわらずクレイグのヴィジョンは大勝利をおさめたらしいという噂が素早く西ヨーロッパに広がった。ガートルードを演じたオリガ・クニッペル、クローディアスを演じたニコライ・マッサリティノフ、オフィーリアを演じたオリガ・グゾフスカヤはロシアの批評で厳しい評価を受けた一方、ワリシー・カチャロフ演じるハムレットはすばらしい功績であると称えられ、19世紀半ばにパーヴェル・モチャロフが演じたロマン主義的なハムレットの伝説にとってかわるものとなった。
後にこのプロダクションを振り返り、クレイグは「ミュージックホールに全能の神を連れてくる」ようなものだったと感じたと述べている。